# Contarinia ajaguzensis
Contarinia ajaguzensis är en tvåvingeart som beskrevs av Fedotova 1995. Contarinia ajaguzensis ingår i släktet Contarinia och familjen gallmyggor.
Artens utbredningsområde är Kazakstan. Inga underarter finns listade i Catalogue of Life.